# Bonaventura Gazzola
Bonaventura Gazzola (nascido em 21 de abril de 1744 em Piacenza em Emilia-Romagna e morreu em 29 de janeiro de 1832 para Montefiascone) é um cardeal do século XIX. Ele é um membro da Ordem Franciscana.

## Biografia
Nasceu em Piacenza em 21 de abril de 1744. De família da burguesia mercantil. Seu nome de batismo era Domenico Giuseppe. Seu sobrenome também consta como Gazola.
Entrou para a Ordem dos Frades Menores Reformados em 7 de junho de 1761; adotou o nome de Boaventura; estudou nos conventos franciscanos de Piacenza e Parma (filosofia e teologia); e na Universidade de Urbino, onde obteve doutorado em direito canônico..
Ordenado em 4 de abril de 1767. Professor de Direito Canônico e Física Experimental na Universidade de Cesena. Comissário dos Franciscanos Cisalpinos por dez anos. Comissário-geral da sua ordem em 5 de dezembro de 1783..
Eleito bispo de Cervia em 1º de junho de 1795. Assistente do Trono Pontifício em 1º de junho de 1795. Consagrado em 7 de junho de 1795, capela do coro, Basílica de Santa Maria Maior, Roma, pelo Cardeal Giovanni Francesco Albani, assistido por Gregório Bandi, arcebispo titular de Edessa, e por Saverio Cristiani, OESA, bispo titular de Porfirione, sacristão papal. Anfitrião do Papa Pio VII em Cervia em 19 de abril de 1814. Administrador apostólico de Montefiascone e Corneto em junho de 1814. Transferido para a sede de Montefiascone e Corneto em 21 de fevereiro de 1820..
Criado cardeal-presbítero no consistório de 3 de maio de 1824; recebeu o barrete vermelho em 6 de maio de 1824; e o título de S. Bartolomeo all'Isola em 24 de maio de 1824. Participou do conclave de 1829, que elegeu o Papa Pio VIII. Devido a problemas de saúde, não participou do conclave de 1830-1831, que elegeu o Papa Gregório XVI.
Felceu em Motefiascone em 29 de janeiro de 1832. Exposto na catedral de Montefiascone e sepultado na igreja do seminário de Montefiascone..

## Link Externo
- Fiche du cardinal Bonaventura Gazzola sur le site fiu.edu
- Biografi på The Cardinals of the Holy Roman Church